# آنا شاندي
آنا شاندي (1905-1996) أول قاضية في الهند، وأيضا، أول امرأة في الهند تصبح قاضية المحكمة العليا.
ولدت آنا شاندي في عام 1905 ونشأت في ثيروفانانثابورام. حصلت على شهادة عليا في عام 1926، مارست بوصفها محامية في عام 1929 وفي الوقت ذاته مارست بقضية حقوق المرأة، وعينت في المحكمة العليا بولاية كيرلا في 9 شباط 1959. وبقيت في هذا المنصب حتى 5 أبريل 1967 توفيت في عام 1996 أثناء تقاعدها عن العمل وهي في العمر 91 سنة.

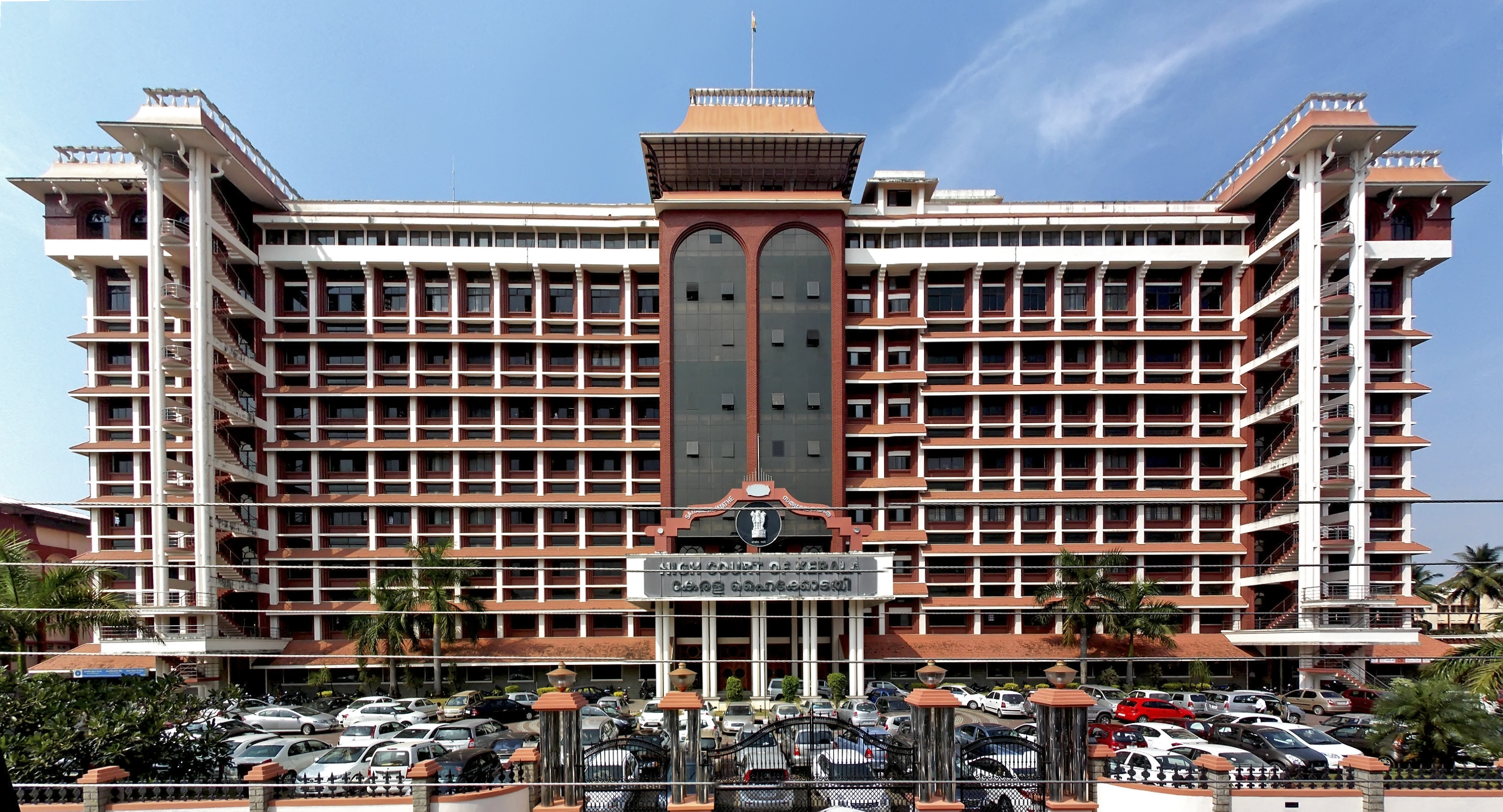
المحكمة العليا بولاية كيرلا